# Cy Howard
Cy Howard, nascut Seymour Horowitz (Milwaukee, Wisconsin, 27 de setembre de 1915 − Los Angeles, Califòrnia, 29 d'abril de 1993) fou un guionista, productor i director de cinema estatunidenc.

## Biografia
Va començar la seva carrera cinematogràfica el 1949 com a guionista i productor de la pel·lícula La meva amiga Irma, de George Marshall, pel·lícula en què apareix per primera vegada la parella Dean Martin-Jerry Lewis.

### Vida privada
Howard es va casar tres vegades. El 30 abril del 1944 amb la cantant actriu Nan Wynn, de qui es va divorciar el maig de 1947. La segona dona va ser l'actriu Gloria Grahame, amb qui es va casar el 15 d'agost de 1954, amb qui va tenir un fill i després es va divorciar l'octubre de 1957. La darrera dona va ser Barbara Leah Warner, amb qui es va casar el gener de 1977, fins a la mort de Howard, el 1993.

## Filmografia
Filmografia:

### Guionista

#### Al cinema
- 1949: My Friend Irma de George Marshall
- 1950: My Friend Irma Goes West de Hal Walker
- 1951: That's My Boy (That's My Boy) de Hal Walker
- 1965: Marriage on the Rocks) de Jack Donohue
- 1972: Every Little Crook and Nanny de Cy Howard
- 1976: Won Ton Ton, the Dog Who Saved Hollywood de Michael Winner

#### A la televisió
Sèries de televisió
- 1952: La meva bona amiga Irma, episodi del 3 d'octubre de 1952
- 1956: Sneak Preview, episodi «Just Plain Folks» (1-1)
- 1958: Studio One, episodi «Music U.S.A.» (10-46)

Telefilms
- 1963: Mickey and the Contessa de William Asher
- 1963: Maggie Brown de David Alexander

### Productor

#### Al cinema
- 1949: My Friend Irma de George Marshall
- 1950: My Friend Irma Goes West de Hal Walker
- 1951: That's My Boy (That's My Boy) de Hal Walker

#### A la televisió
Sèries de televisió
- 1956: Sneak Preview, episodi «Just Plain Folks» (1-1)
- 1963: Vacation Playhouse, episodi «Maggie Brown» (1-10)

Telefilms
- 1963: Mickey and the Contessa de William Asher

### Director

#### Al cinema
- 1970: Lluna de mel a les ortigues
- 1972: Every Little Crook and Nanny

#### A la televisió
Telefilms
- 1974: It Couldn't Happen to a Nicer Guy